# 梅北国兼
梅北 国兼（うめきた くにかね）は、戦国時代から安土桃山時代にかけての武将。島津氏の家臣。文禄元年（1593年）に起きた梅北一揆の首謀者。諱は盛定とも云う。

## 生涯
梅北氏は肝付氏の一族にあたり、大隅国の国人。戦国時代に至り島津氏に従ったといわれる。
梅北兼弘の子として誕生した国兼は、天文23年（1554年）の岩剣城の戦いに始まり、弘治3年（1557年）の蒲生城陥落まで島津氏と薩摩蒲生氏の間で繰り広げられた合戦において目覚ましい功績を示し、大隅帖佐郷山田（現：鹿児島県姶良市）の地頭に任じられた。山田時代には北山地区に山城を築いてここを根拠とした。その後も天正6年（1578年）と同14年（1586年）に大友氏との合戦において武功を挙げ、天正8年（1580年）に薩摩国湯之尾（現：鹿児島県伊佐市）の地頭（湯之尾城主）となって、島津軍の水軍を指揮するまでに至った。
ところが文禄元年（1593年）、梅北一揆を起こし、一揆勢が文禄の役に出兵中の加藤清正が治める肥後国佐敷城を占拠し、八代の麦島城を攻撃した。動機は、朝鮮出兵もしくは豊臣秀吉の支配に対する反発といわれる。 国兼は清正の部下の策略によって殺され、反乱は僅か3日で鎮圧されたとされている（近年では佐敷城の占拠は15日間に及んだとする説も浮上している）。国兼の首は朝鮮出兵の前線基地であった名護屋城に届けられて浜辺に晒され、胴体は佐敷五本松に埋められたという。また、国兼の妻も捕らえられ名護屋城に連行され火あぶりの刑にされた。
なお、国兼の死後、旧領である大隅国山田において神として祀られた。現在も鹿児島県姶良市北山には国兼を祀る梅北神社が残っており、境内には西郷従徳が揮毫した石碑がある。

## 備考
- 国兼の妻は、死に及んでも取り乱さなかったため、宣教師のルイス・フロイスは「異教徒ながら天晴れ」と褒め称えている（『フロイス日本史』）。
- 国兼が殺された後、生き残った兵士7人が山田にいる国兼の妻に急いで事態を報じ、後に北山と木津志の間にある七ツ島と呼ばれる場所で切腹したという伝説が残されている。しかし、国兼が死去した時は湯之尾の地頭であったため、これを疑わしいとする説もある。
- 一族はその後隠れ住み、秀吉の死後に島津家に帰参したとされている。